# Tatanka Means
Tatanka Wanbli Sapa Xila Sabe Means (nacido el 19 de febrero de 1985) es un activista, actor, boxeador, comediante y empresario nativo americano de ascendencia Oglala Lakota, Omaha, Yankton Dakota y Diné. Es mejor conocido por sus papeles en Saints & Strangers y Tiger Eyes.

## Carrera en la actuación
El primer papel de Means en la pantalla fue en 2004 interpretando al doble de acción principal en la película Black Cloud, que fue filmada en el mismo gimnasio donde había entrenado previamente como boxeador. Desde entonces, ha tenido papeles importantes en varias películas y series de televisión. En la miniserie Into the West (2005) interpretó a Crazy Horse. En More Than Frybread (2012), interpretó a Buddy Begay, una "estrella de rock navajo del hip-hop" que vende pan frito en un camión. Un crítico que la describió como la "parte más llamativa" de la película dijo: "Means... se excede un poco... pero eso es parte de la personalidad de Buddy".
En Tiger Eyes (2012), basada en la novela de Judy Blume, interpretó a Wolf Ortiz, un niño nativo americano que le muestra al personaje principal sus tierras ancestrales y le presenta su cultura. Los críticos han aplaudido el la actuación de Means en Tiger Eyes. Uno lo describió como "silenciosamente conmovedor"; otro dijo que "podría haber salido como un cliché de nativos sagrados, pero en cambio parece completamente real"; y otro escribió que estaba "excelentemente elegido... [con] una voz que rápidamente puede desarmar y encantar a un recién llegado... está claro que estamos viendo algo que casi nunca se ve en un largometraje contemporáneo, que es una representación absolutamente auténtica de un neomexicano". Otra reseña dijo que es "neomexicano hasta en su lenguaje corporal y la expresión de sus ojos... una emoción para contemplar en la pantalla".
Otros de sus papeles importantes incluyen a Hobbamock, un guerrero Pokanoket de élite, en Saints & Strangers (2015), Delvin en Neither Wolf Nor Dog (2016), y Charges the Enemy en The Son Means también ha aparecido en The Burrowers (2008) como 'Tall Ute', Sedona (2011) como Chuck, The Host (2013), Banshee (2014) como 'Hoyt Rivers', A Million Ways to Die in the West (2014), The Night Shift (2014-2015), Maze Runner: The Scorch Trials (2015), y Graves (2016).
En 2019, apareció en Once Upon a River como Bernard Crane, en Montford: The Chickasaw Rancher como Rising Wolf, y en The Dust Monologues como The Jackrabbit. También en 2019, apareció en una versión cinematográfica del libro The Liberator de Alex Kershaw, como el soldado Thomas Otaktay, un soldado lakota que lucha con el 157.° Regimiento de Artillería de Campaña durante la Segunda Guerra Mundial.
Means se enorgullece de retratar a los hombres nativos como personas modernas y complejas en lugar de los personajes racistas o estereotípicos que a veces se encuentran en las películas de Hollywood.

## Vida personal
Tatanka Means es uno de los diez hijos del activista Russell Means (Oglala Lakota) y su esposa. Su padre cuando era joven fue uno de los líderes del American Indian Movement en 1970 y más tarde, que llevó a cabo grandes protestas para crear conciencia y educar a la corriente principal de los estadounidenses sobre los problemas de los nativos americanos, los derechos civiles y la demanda de cumplimiento de los tratados y ganancias en soberanía por parte de tribus reconocidas a nivel federal.
El anciano Means luego actuó como actor. Russell Means apareció en Tiger Eyes, interpretando al padre de la pantalla con una enfermedad terminal del personaje de Tatanka. Murió poco después de que terminara la filmación. Tatanka Means llevó la urna de su padre durante el funeral.
Su nombre completo en Lakota, Tatanka Wanbli Sapa Xila Sabe, significa Águila Bufalo Negro.
Creciendo originalmente con su madre en Chinle, Arizona, en la Nación Navajo, Means ahora vive con su propia familia en Rio Rancho, Nuevo México. Su esposa, Christine Means, es instructora de yoga. La pareja tiene una hija. Means es un defensor de la sobriedad y de no consumir alcohol ni drogas.

## Filmografía

### Películas
| Año  | Título                                 | Papel               | Notas           |
| ---- | -------------------------------------- | ------------------- | --------------- |
| 2008 | The Burrowers                          | Tall Ute            |                 |
| 2008 | Turok: Son of Stone                    | Bridge Sentry (voz) | Directo a video |
| 2011 | More Than Frybread                     | Buddy Begay         |                 |
| 2011 | Sedona                                 | Chuck               |                 |
| 2012 | Tiger Eyes                             | Wolf                |                 |
| 2013 | The Host                               | Seeker Hawke        |                 |
| 2014 | A Million Ways to Die in the West      | Apache              |                 |
| 2015 | Hybrids                                | Lance Hatton        |                 |
| 2015 | Maze Runner: The Scorch Trials         | Joe                 |                 |
| 2015 | Burning Bodhi                          | Lucas               |                 |
| 2016 | Neither Wolf Nor Dog                   | Delvin              |                 |
| 2016 | Shangri-La Suite                       | Oficial Gingrass    |                 |
| 2023 | Surrounded                             | Scar                |                 |
| 2023 | Los asesinos de la luna                | John Wren           |                 |
| 2024 | Horizon: An American Saga - Capítulo 1 | Taklishim           |                 |
| 2025 | Wind River: The Next Chapter           |                     |                 |

### Televisión
| Año       | Título                   | Papel               | Notas                   |
| --------- | ------------------------ | ------------------- | ----------------------- |
| 2005      | Into the West            | Caballo Loco        | Miniserie, 2 episodios  |
| 2008      | Comanche Moon            | Slipping Weasel     | Miniserie, 2 episodios  |
| 2009      | American Experience      | Nookau              | 1 episodio              |
| 2010      | In Plain Sight           | Young Fighter       | 1 episodio              |
| 2010      | Scoundrels               | Oscar Altsoba       | 1 episodio              |
| 2014      | Banshee                  | Hoyt Rivers         | 4 episodios             |
| 2014      | Killer Women             | Stan                | 1 episodio              |
| 2014-2015 | The Night Shift          | Paramédico Gonzalez | 4 episodios             |
| 2015      | Saints & Strangers       | Hobbamock           | Miniserie, 2 episodios  |
| 2016      | Graves                   | Russell Pratt       | 1 episodio              |
| 2017      | The Son                  | Charges the Enemy   | Recurrente, 6 episodios |
| 2020      | FBI: Most Wanted         | Cody Sampson        | 1 episodio              |
| 2020      | I Know This Much Is True | Nabby Drinkwater    | Miniserie, 2 episodios  |
| 2020      | The Liberator            | Private Otaktay     | Miniserie, 2 episodios  |
| 2022      | Reservation Dogs         | Sam                 | 1 episodio              |
| TBA       | Ark: The Animated Series | Mato (voz)          |                         |